# San Lorenzo (Chiriquí)
San Lorenzo es un corregimiento del distrito de San Lorenzo en la provincia de Chiriquí, República de Panamá. La localidad tiene 2.290 habitantes (2010).
San Lorenzo es una comunidad que se encuentra ubicada a orillas del Río Fonseca, en el Oriente de la Provincia de Chiriquí. Según los moradores, el nombre del corregimiento se le atribuye al diácono Lorenzo, luego de que unos pescadores del lugar mientras realizaban tus trabajos en la playa de la comunidad, se encuentran una escultura de madera, parecido al mártir. La escultura era demasiado pesada y con mucho esfuerzo la llevaron a la iglesia de la comunidad. Al revisarla, el sacerdote de la comunidad indica de que se trata del mártir Lorenzo. Idearon trasladarla a otra comunidad de donde era originalmente, pero por el peso de la misma no pudieron y el pueblo aceptó guardarla y cuidarla.